# Vladimir Mănăstireanu
Vladimir Mănăstireanu (n. 30 mai 1969, Tulcea) este un politician român, fost membru al Parlamentului României. Vladimir Mănăstireanu a fost ales pe listele PSD. În cadrul activității sale parlamentare, Vladimir Mănăstireanu a fost membru în grupurile parlamentare de prietenie cu: Republica Turkmenistan, Republica Letonia, Regatul Thailanda și Canada. 